# Leontopithecus caissara
Leontopithecus caissara és una espècie de mico de la família dels cal·litríquids que es troba al Brasil.